# Carl Bley
Julius Wilhelm Carl Bley, normalisiert auch Karl Bley, (* 1834; † 2. November 1909 in Dresden) war ein deutscher Apotheker, Drogist, Redakteur und Publizist.

## Leben und Wirken
Bley wurde Apotheker am Stadtkrankenhaus Dresden-Friedrichstadt und war zuletzt Verwalter dieses Krankenhauses. In seiner Freizeit war er Redakteur und von 1866 bis 1881 erster Sekretär der Gesellschaft für Naturkunde „Isis“ in Dresden, der er seit 1862 angehörte. Er legte zahlreiche Veröffentlichungen zu chemischen und pharmakologischen Themen vor.
Am 15. Mai 1865 gründete er mit Carl Julius Spalteholz in Dresden die Firma Spalteholz & Bley. Es handelte sich um eine Handlung mit Drogen, Farben und Chemikalien, chemischen und pharmazeutischen Apparaten. Sitz der Handlung war das Haus Annenstraße 10 in Dresden. Im gleichen Jahr (1865) heiratete er am 16. Juli die Schwester seines neuen Geschäftspartners, Bertha geborene Spalteholz. In der Drogen- und Farbhandlung Spalteholz & Bley in der Annenstraße 10 richtete er auch sein Büro für die Isis-Gesellschaft ein.
Bley war ferner auch korrespondierendes Mitglied des Vereins der Naturfreunde im böhmischen Reichenberg sowie isoliertes Mitglied der Deutschen Gesellschaft für Anthropologie und Korrespondent der k.k. Reichsanstalt in Wien. Außerdem gehörte er der Gesellschaft für Natur- und Heilkunde in Dresden an.

## Schriften (Auswahl)
- Sitzungsberichte der Gesellschaft für Naturkunde „Isis“ zu Dresden. Ein Vierteljahrsbericht. Dresden.[4]